# Lumding Rly Colony
Lumding Rly Colony là một thị trấn thống kê (census town) của quận Nagaon thuộc bang Assam, Ấn Độ.

## Nhân khẩu
Theo điều tra dân số năm 2001 của Ấn Độ, Lumding Rly Colony có dân số 25.283 người. Phái nam chiếm 52% tổng số dân và phái nữ chiếm 48%. Lumding Rly Colony có tỷ lệ 82% biết đọc biết viết, cao hơn tỷ lệ trung bình toàn quốc là 59,5%: tỷ lệ cho phái nam là 86%, và tỷ lệ cho phái nữ là 78%. Tại Lumding Rly Colony, 9% dân số nhỏ hơn 6 tuổi.